# アチムゴヨ樹木園

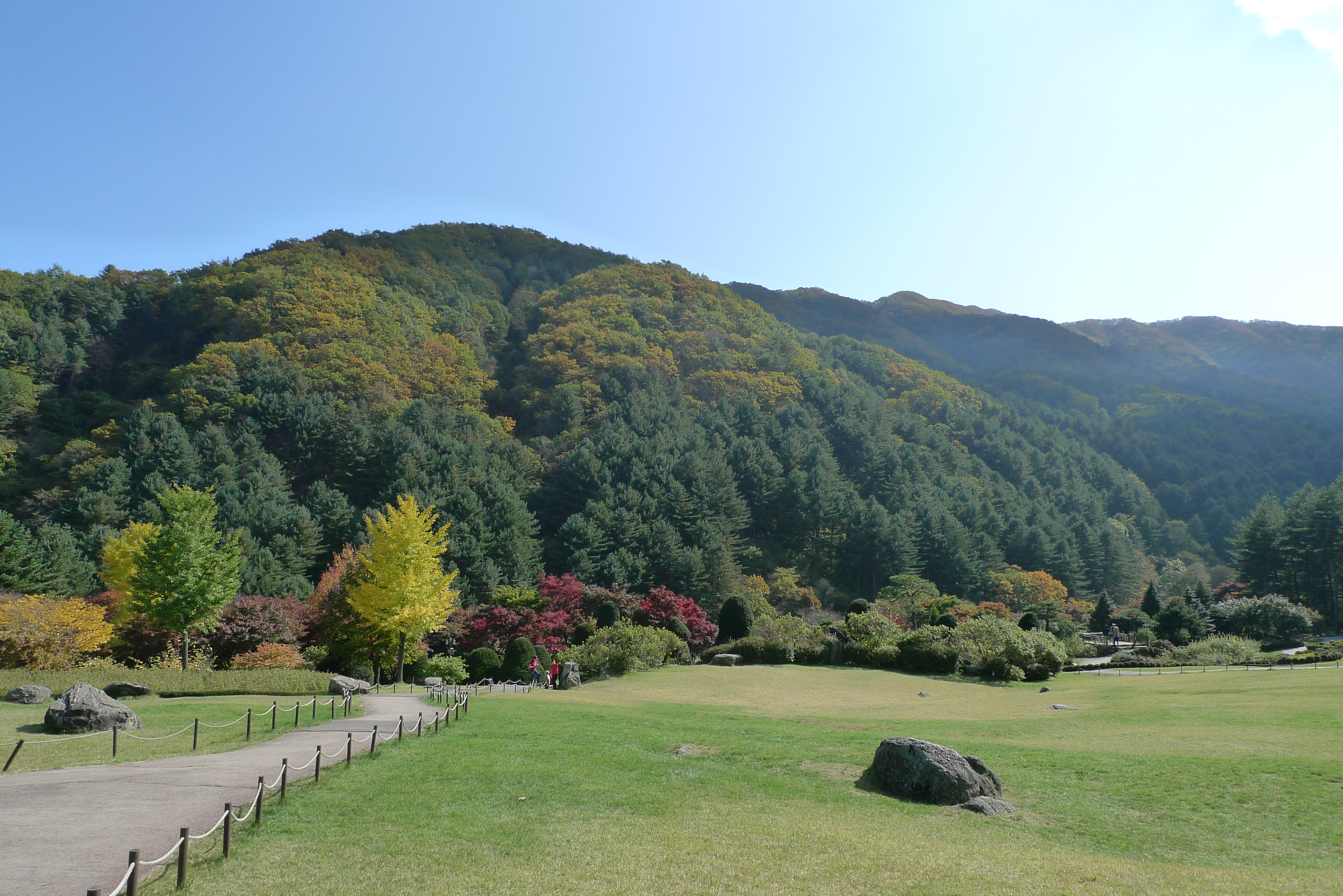
アチムゴヨ樹木園

アチムゴヨ樹木園（アチムゴヨじゅもくえん、아침고요수목원）は、大韓民国京畿道加平郡にある樹木園。

## 概要
1996年5月開園。三育大学校園芸学科の教授・韓相卿の設計、造成により完成した。アチムゴヨは韓国語で「朝の静寂」という意味であり、これはインドの詩人・ラビンドラナート・タゴールが韓国を「静かな朝の国」と礼賛したことからつけられた。
約20ものテーマ庭園で構成され、数多くの植物を見ることができる。

## その他
映画「手紙」「中毒」のロケ地としても知られる。

## 所在地
京畿道加平郡上面杏峴里山255

## 開場時間
- 4～10月 8:00-21:00
- 11～3月 8:00-19:00

年中無休